# Sechstagekrieg
Der Sechstagekrieg oder Junikrieg (arabisch حرب الأيام الستة ḥarb al-ayyām as-sitta, hebräisch מלחמת ששת הימים milchémet schéschet haJamim) zwischen Israel und den arabischen Staaten Ägypten, Jordanien und Syrien dauerte vom 5. bis zum 10. Juni 1967. Als Teilaspekt des Nahostkonfliktes war er nach dem Israelischen Unabhängigkeitskrieg (1948) und der Suezkrise (1956) der dritte arabisch-israelische Krieg.
Unmittelbare Auslöser des Krieges waren die ägyptische Sperrung der Straße von Tiran für die israelische Schifffahrt am 22. Mai, der vom ägyptischen Präsidenten Nasser erzwungene Abzug der UNEF-Truppen vom Sinai und ein ägyptischer Aufmarsch von 1.000 Panzern und fast 100.000 Soldaten an den Grenzen Israels.
Die Kampfhandlungen begannen am 5. Juni mit einem Präventivschlag der israelischen Luftstreitkräfte gegen ägyptische Luftwaffenbasen, der einem befürchteten Angriff der arabischen Staaten zuvorkommen sollte. Jordanien, das am 30. Mai 1967 einen Verteidigungspakt mit Ägypten geschlossen hatte, griff daraufhin Westjerusalem, Ramat Rachel und Netanja an. Im Verlauf des Krieges erlangte Israel die Kontrolle über den Gazastreifen, die Sinai-Halbinsel, die Golanhöhen, das Westjordanland und Ostjerusalem. Der Ausgang des Krieges beeinflusst die Geopolitik der Region bis zum heutigen Tag.

## Ausgangssituation
Schon vor dem Sechstagekrieg gab es militärische Auseinandersetzungen zwischen Israel und seinen Nachbarstaaten. Die letzten Kriege lagen 1967 allerdings schon elf (Suezkrise) beziehungsweise 19 Jahre (Unabhängigkeitskrieg) zurück. Die territorialen Verhältnisse unterschieden sich von den heutigen, da der Gaza-Streifen noch zu Ägypten, die Golanhöhen zu Syrien und das Westjordanland einschließlich der Altstadt Jerusalems zu Jordanien gehörten. Von Israels Nachbarstaaten aus operierten arabische Fedajin und griffen bis in die 1960er Jahre hinein wiederholt Ziele in Israel an. Syrien etwa, das ein Verbündeter der Sowjetunion war, unterstützte die Einfälle der Fedajin als Teil des Volksbefreiungskriegs der syrischen Baath-Partei, auch, um von innenpolitischen Problemen abzulenken. 1967 hatte noch kein arabischer Staat Israel und damit die Existenzberechtigung des jüdischen Staats anerkannt; ein Friedensvertrag zwischen einem der Staaten und Israel war noch nicht denkbar.
Die Krise um den Suezkanal endete 1956 zwar mit einer militärischen Niederlage, aber dem politischen Sieg Ägyptens. Deshalb gelang es Gamal Abdel Nasser, eine quasi unanfechtbare Position als Führer der arabischen Welt aufzubauen. Auf Drängen der USA und Frankreichs hatten sich die israelischen Truppen wieder vom Sinai zurückgezogen, wofür im Gegenzug Ägypten dazu gebracht werden sollte, keine Partisanen mehr in das israelische Staatsgebiet zu schicken und die Grenzregion zu demilitarisieren, welche fortan von UN-Truppen überwacht wurde. Die Stationierung von Friedenstruppen der Vereinten Nationen in Gaza und im Sinai (UNEF) trug dann auch zeitweise zu einer Beruhigung des Konflikts bei. Ägypten erklärte sich auch dazu bereit, die Straße von Tiran wieder für die israelische Schifffahrt zu öffnen, deren Schließung im Vorfeld der Suezkrise eskalierend gewirkt hatte.
1964 begann Israel, Wasser aus dem Jordan für seinen National Water Carrier abzuleiten. Im Jahr darauf begannen die arabischen Staaten mit der Umsetzung des Headwater Diversion Plans, dem zufolge der Banyas und der Hasbani hätten umgeleitet werden sollen, mit der Folge, dass Israel von diesen zwei Quellflüssen des Jordans abgeschnitten worden wäre und somit elf Prozent seines gesamten Wasserhaushaltes verloren hätte. Die israelische Armee griff das Kanalprojekt im März, Mai und August 1965 an und setzte damit gegenseitige gewaltsame Grenzkonflikte in Gang, welche direkt mit den Ereignissen in Zusammenhang stehen, die zum Sechstagekrieg führten.

### Israel und der Angriff auf Jordanien
Das Verhältnis zwischen Israel und Jordanien war ebenfalls sehr angespannt. Am 13. November 1966 rückten israelische Fallschirmjäger als Antwort auf die Tötung von drei israelischen Grenzpolizisten und die Verwundung von sechs Soldaten zwei Tage vorher durch die Fatah in das Dorf Samua im heutigen Westjordanland ein und sprengten etwa 40 Häuser, die zuvor evakuiert worden waren. Im Laufe des Zwischenfalls kam es zu Zusammenstößen mit der jordanischen Armee und zu Luftkämpfen zwischen beiden Luftstreitkräften. Über die Opfer auf Seiten der Jordanier gibt es unterschiedliche Angaben; auf israelischer Seite kam ein Soldat ums Leben. Der Angriff im November 1966 setzte einen Schlusspunkt unter dreijährige Geheimverhandlungen zwischen König Hussein und Israel. Hussein sah seinen Thron in direkter Gefahr, da die Palästinenser und Teile des Militärs begannen, ihm die Gefolgschaft zu verweigern. Zudem hatte ihm Israel wenige Tage vorher versichert, keinen Angriff auf Jordanien zu planen. Das Vertrauen Husseins in die Politik Israels war damit zerstört. Der israelische Angriff wurde folgenlos vom UN-Sicherheitsrat verurteilt, ebenso von den Vereinigten Staaten, die mittels einer militärischen Lieferung versuchten, König Husseins Position zu stützen. Einige arabische Alliierte wiederum kritisierten König Hussein, weil dieser Samua nicht geschützt habe und auch wegen seiner teilweise ablehnenden Haltung gegenüber der Fatah. Daraufhin befahl Hussein am 20. November die landesweite Mobilmachung.
Eine interne Arbeitsgruppe der israelischen Regierung formulierte vor dem Krieg die Ziele der israelischen Regierung bezüglich Jordanien. Demnach war Israel bestrebt, Hussein an der Macht zu halten, da er die Existenz Israels anerkenne und durch seine Ermutigung an die Palästinenser, sich im Königreich niederzulassen, den israelisch-palästinensischen Konflikt entschärfe. Die Arbeitsgruppe kam aber zu dem Schluss, dass Israel eingreifen müsse, sobald Jordanien fremde arabische Truppen auf seinem Territorium zulasse oder mit anderen Staaten ein gegen Israel gerichtetes Bündnis eingehe.

### Israel und Ägypten
Die ägyptischen Streitkräfte waren seit fünf Jahren auf den Bürgerkrieg im Nordjemen konzentriert, der nicht nur Teile der besten Einheiten band, sondern auch einen hohen Verschleiß an Material zur Folge hatte und sich nachteilig auf die Moral auswirkte. Teile der Armeeführung waren davon überzeugt, dass die ägyptische Armee keinerlei Kriegshandlungen gegen die israelische Armee durchführen könne, solange noch eigene Verbände im Jemen seien. Ein entsprechender Bericht wurde allerdings vom damaligen Generalstabschef Amer in den Wind geschlagen, der seinen Posten vor allem wegen seiner Loyalität gegenüber Nasser erhalten hatte.
Nasser unterschätzte die Auswirkungen eines israelischen Präventivschlags. Vermutungen zufolge ging er zudem von einem Stellungskrieg aus, den die seiner Ansicht nach starke ägyptische Armee gewinnen müsse. Er zeigte sich überzeugt, Israel habe den Krieg von 1956 nur wegen der Mithilfe Großbritanniens und Frankreichs gewonnen.
Von der Sowjetunion wurde 1966 der „Schild-und-Schwert-Plan“ für einen Krieg Ägyptens gegen Israel entworfen, der die Weiten der Sinaiwüste ausnutzen sollte. Die Israelis wussten von diesem Plan. Obwohl die Landstreitkräfte Israels entlang der Linie von Anvil stationiert waren, ging der israelische Verteidigungsplan von einer Vorwarnzeit von 48 Stunden aus, von der man nicht sicher sein konnte, ob sie ausreichend sein würde, um einen möglichen Angriff durch Gegenmaßnahmen zu stoppen. Die israelische Bevölkerung fürchtete den Kriegseintritt Ägyptens, dessen Armee der israelischen zahlenmäßig weit überlegen war. Die israelischen Militärs waren jedoch zuversichtlich, dass ihre Streitkräfte es mit denen der Ägypter aufnehmen konnten.
Nachteilig für den Kriegseintritt Ägyptens wirkte sich die Tatsache aus, dass seine Vorbereitungen für den Schild-und-Schwert-Plan im Jahre 1967 noch nicht abgeschlossen waren und einige Offiziere, die mit dem Plan vertraut waren, durch Männer Amers ersetzt wurden.

### Israel und Syrien
In den 1960er Jahren war die syrisch-israelische Grenze ein Ort andauernder Konflikte. Innerhalb Israels wurden 1966 Rufe nach einem harten Vorgehen gegen Syrien immer lauter. Nach dem Abschluss des Verteidigungspakts zwischen Ägypten und Syrien wurde allerdings das wesentlich schwächere Jordanien als Ziel ausgewählt, obwohl die syrischen Streitkräfte durch wiederholte Putschversuche ihrer Führung, die mehr an der Erlangung politischer Macht interessiert waren als an ihren eigentlichen Aufgaben, in jenen Tagen alles andere als kriegsfähig eingeschätzt wurden.
Einer der israelisch-syrischen Konflikte beinhaltete die strategische Wasserversorgung. Israel hatte 1964 den National Water Carrier fertiggestellt, ein Wasserverteilsystem, das gemäß dem Johnston-Plan von 1955 Wasser aus dem See Genezareth pumpte und damit den Weiterfluss in den Jordan verminderte. Als Antwort auf diesen Bau arbeitete Syrien daran, die Jordanzuflüsse Dan und Banyas umzuleiten, so dass deren Wasser Israel und den See Genezareth nicht mehr erreichen konnte. Diese Anlagen wurden von Israel zerstört.
Ein weiterer Konfliktherd waren die seit dem Waffenstillstand von 1949 zwischen Israel und Syrien umstrittenen und demilitarisierten Gebiete. Diese lagen zwischen der Waffenstillstandslinie und der Grenze Palästinas, wie sie während des Völkerbundsmandats für Palästina seit 1922 bestanden (der UN-Teilungsplan von 1947 schlug die Gebiete dem jüdischen Staat zu). Es war vorgesehen, bei Abschluss des endgültigen Friedensvertrages eine Einigung über diese Gebiete zu erreichen. Allerdings versuchten beide Seiten, mit intensivierten Kultivierungsmaßnahmen vollendete Tatsachen zu schaffen, wobei Israel erfolgreicher war als Syrien.
Syrien unterstützte gemeinsam mit der Sowjetunion die palästinensischen Freischärler in ihrem Kampf gegen Israel. Diese Angriffe gingen oft von libanesischem und jordanischem Gebiet aus, was nicht dem Willen König Husseins entsprach. Außerdem beschoss Syrien Zivilisten in den israelischen Ortschaften im nordöstlichen Galiläa von seinen Grenzposten auf dem Golan aus. Im Frühjahr 1966 war deutlich geworden, dass Israels Nachbarstaaten ihre anti-israelischen Aktivitäten verstärkten. Zwischen Juni 1965 und dem Ausbruch des Krieges wurden 16 Israelis an der Grenze getötet und 67 verwundet.
Diese Konflikte führten zu einer Zunahme der Grenzzwischenfälle. Manchmal eskalierten diese zu Artillerieduellen oder Luftkämpfen, so etwa am 7. April 1967, als die israelische Luftwaffe mit ihren Dassault Mirage III vier syrische MiG-21 über Jordanien und zwei weitere über den Vororten von Damaskus abschoss und demonstrativ die Stadt überflog.

### Sowjetischer Einfluss
Die Sowjetunion unterstützte die arabische Position und war wegen falscher Geheimdienstinformationen für eine weitere Eskalation verantwortlich. Sie behauptete nämlich, Israel ziehe Truppen an der syrischen Grenze zusammen. Israel lud den sowjetischen Botschafter ein, selbst die Gebiete zu bereisen, um sich ein Bild zu machen. Die Behauptungen von israelischen Truppenkonzentrationen an der syrischen Grenze wurden auch von dem eigens entsandten ägyptischen General Muhammad Fawzi dementiert, der am 14. Mai Syrien bereist hatte. Er berichtete Nasser:

„Dort gibt es nichts. Keine massive Truppenzusammenziehung. Nichts.“

Ähnlich äußerte sich auch der Chef des ägyptischen Militärgeheimdienstes. Trotzdem behauptete Nasser weiterhin, die Israelis hätten aggressive Pläne. Syrien hingegen erweiterte seine Grenzbefestigungen auf den Golanhöhen mit sowjetischer Hilfe.

### Arabische Propaganda
Die Rhetorik der arabischen Führer war im Vorfeld des Krieges von anti-israelischer Aggressivität geprägt. So erklärte zum Beispiel Syriens Präsident Nureddin al-Atassi am 22. Mai 1966:

„Wir wollen einen totalen Krieg ohne Einschränkungen, einen Krieg, der die zionistische Basis zerstören wird.“

Am 27. Mai 1967, kurz vor Kriegsausbruch verkündete Gamal Abdel Nasser, der Präsident Ägyptens:

„Unser grundlegendes Ziel ist die Vernichtung Israels. Das arabische Volk will kämpfen. Sharm El-Sheikh ist eine Konfrontation mit Israel.“

Die arabische Propaganda verfehlte ihre Wirkung auf die arabische – und israelische – Bevölkerung nicht. Da von ersterer der größte Teil weder lesen noch schreiben konnte, baute Nasser mit Hilfe seines Radiosenders „Saut al-Arab“ (Stimme der Araber) seinen Einfluss weiter aus. Die von Saut al-Arab propagierte Überlegenheit der arabischen Armeen über Israel wurde von manchen Offizieren für Wirklichkeit gehalten. Die Niederlagen von 1948/49 und 1956 wurden allgemein verdrängt.

## Der Weg zum Krieg (Eskalation)

### Remilitarisierung des Sinai durch ägyptische Truppen
Am 15. Mai 1967, dem Tag der Feier der israelischen Unabhängigkeit, traditionsgemäß mit einer Militärparade begangen, nahmen die Ägypter ihre Positionen auf dem Sinai ein. Dies war eine unerwartete Entwicklung, da die Situation an der ägyptischen Grenze (dank der UN-Truppen) bisher relativ ruhig gewesen war. Außerdem war die ägyptische Armee seit fünf Jahren in einen unentschiedenen Krieg im Jemen verwickelt, wo sie eine linksgerichtete Revolution unterstützte.
Wegen des Truppenaufmarschs wurden am nächsten Tag die Truppen im Negev von Jitzchak Rabin eingewiesen, der zusätzlich eine oder zwei Brigaden von Reservisten einberufen wollte. Israel befand sich seiner Ansicht nach in einer Zwangslage: Wäre keine Reaktion erfolgt, hätten die Ägypter den Eindruck gewinnen können, man sei sich der feindlichen Truppenbewegungen nicht bewusst oder gar mit ihnen einverstanden. Später sagte Rabin dazu:

„Auf der anderen Seite hätte eine Überreaktion unsererseits die arabischen Befürchtungen nähren können, dass wir aggressive Absichten hätten, was einen vollkommen ungewollten Krieg hätte provozieren können.“

Israels Ministerpräsident Eschkol erklärte sich mit einer Ausrufung der Alarmstufe auf niedrigster Stufe einverstanden, wollte aber zu diesem Zeitpunkt keine Reserveeinheiten einberufen.
Verschiedene israelische Offizielle (unter ihnen Rabin) gingen in dieser Vorphase nicht davon aus, dass Nasser angreifen wolle. Dennoch befürchteten sie, dass durch den vollzogenen arabischen Truppenaufmarsch das Abschreckungspotenzial und die Verteidigungskraft Israels abnehmen könnte und zwar so weit, bis die Araber die Möglichkeit sahen anzugreifen. 1982 erklärte der damalige israelische Ministerpräsident Menachem Begin, dass die Initiative zum Krieg von Tel Aviv ausging und die ägyptischen Maßnahmen keinen Beweis für einen unmittelbar bevorstehenden Angriff auf Israel darstellten:

„Es war ein Krieg der Selbstverteidigung im edelsten Sinne des Wortes. Die Regierung der nationalen Einheit hat dann einstimmig beschlossen: Wir werden die Initiative ergreifen und den Feind angreifen, zurückdrängen und damit die Sicherheit von Israel und die Zukunft der Nation gewährleisten. Wir taten dies nicht, weil wir keine Alternative gehabt hätten. Wir hätten weiter abwarten können, wir hätten die Armee nach Hause schicken können. Wer weiß, ob ein Angriff gegen uns erfolgt wäre? Es gibt keinen Beweis dafür. Es gibt mehrere Argumente für das Gegenteil. Während es in der Tat richtig ist, dass die Schließung der Straße von Tiran ein Akt der Aggression war, ein casus belli, ist immer noch Raum für die Überlegung, ob es notwendig ist, aus einem casus einen bellum zu machen.“

Zusätzlich zu den bereits 30.000 im Sinai stationierten Soldaten und den 10.000 Soldaten der Palästinensischen Befreiungsarmee im Gazastreifen wurde in den Nächten des 15. und 16. Mai die ägyptische 5. Armee in den Sinai verlegt. Rasch folgten ihr die 2. und die 7. Infanteriedivision und schließlich auch die 6. Panzerdivision über den Kanal. Dort hatte sich die 4. Division unter dem Kommando des Generalmajors Sidki al Ghul in Bir al-Thamada eingegraben. Jede Division bestand aus 15.000 Mann, um die 100 T-54- und T-55-Panzern, 150 bewaffneten Truppentransportern sowie einer großen Menge Artillerie sowjetischen Fabrikats (Haubitzen, Schwere Mörser, Katjuscha-Raketen, SU-100, Panzerabwehrwaffen). Für die Israelis besonders schwer wog die von ihnen vermutete Bewaffnung der MiG-17 und MiG-21 mit Giftgasbomben. Der Atomreaktor von Dimona im Negev befand sich inzwischen in Reichweite der ägyptischen 4. Division. Eschkol stimmte am 17. Mai auf massiven Druck Rabins widerwillig der Einberufung von 18.000 Mann zu. Gemäß einem im Magazin Stern abgedruckten Artikel sagte Jitzchak Rabin, der im Sechstagekrieg Stabschef der Streitkräfte Israels war, nach dem Krieg zu der Frage danach, ob vom damaligen ägyptischen Aufmarsch wirklich eine Bedrohung für Israel ausgegangen ist:

„Ich glaube nicht, dass Nasser einen Krieg wollte. Die zwei Divisionen, die er am 15. Mai in den Sinai schickte, hätten nicht ausgereicht, um eine Offensive gegen Israel auszulösen. Er wusste es, und wir wussten es.“

### Abzug der UNEF-Truppen

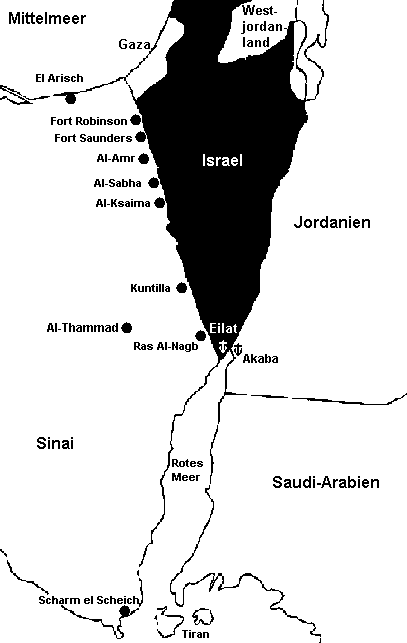
Stationierung der UNEF-Truppen auf dem Sinai (Stationierungen im Gazastreifen auf dieser Karte nicht ersichtlich)

Alle militärischen Vorbereitungen hätten nicht zwangsläufig auf einen Krieg hinauslaufen müssen, denn bereits im Jahre 1960 hatte die ägyptische Armee den Sinai kurzzeitig remilitarisiert. Am 17. Mai 1967 verlangte Nasser jedoch den Abzug der UNEF (United Nations Emergency Force, die seit März 1957 – nach der Sueskrise – zur Friedenssicherung mit Hauptquartier in Gaza stationiert worden war) von der ägyptischen Sinaihalbinsel. Dem stimmte der damalige UNO-Generalsekretär Sithu U Thant ohne Widerspruch und ohne Rücksprache mit der israelischen Regierung sofort zu. Der Abzug der UNEF-Truppen begann bereits am 19. Mai. Später gelang es U Thant auch nicht, Israel davon zu überzeugen, die Truppen auf seinem Gebiet zu stationieren. Israel lehnte dies mit der Begründung ab, dass Ägypten und nicht Israel den bewaffneten Konflikt seit 1956 durch das Einsickern von Partisanen aufrechterhalten habe. Außerdem könne man die Soldaten der UNEF schwerlich als „israelfreundlich“ bezeichnen. Ferner befürchtete man in Israel, die UNEF würde weniger den potenziellen ägyptischen Angriff aufhalten als vielmehr die israelischen Reaktionsmöglichkeiten einschränken.
Eine Verhandlung der strittigen Angelegenheit vor dem Weltsicherheitsrat nach Artikel 88 der UN-Charta schloss U Thant aus, da angesichts der ausgesprochen gegensätzlichen Positionen der Vetomächte USA und Sowjetunion hier keine Einigung zu erzielen war. Am 22. Mai 1967 war eine Unterredung des UN-Generalsekretärs mit Nasser geplant; kurz vor der Ankunft U Thants in Kairo jedoch verkündete der Ägypter die Schließung der Straße von Tiran. Im Zuge der anschließenden Kampfhandlungen wurden 15 Angehörige der UNEF, die noch auf ihre Repatriierung warteten, getötet. Am 13. Juni waren alle UN-Einheiten außer Landes, bis auf den indischen Kommandeur Generalmajor Indar J. Rikhye und seinen Stab, die Ägypten am 17. Juni 1967 verließen.

### Schließung der Straße von Tiran
Nassers Remilitarisierung der Sinaihalbinsel folgte am 22. Mai die Schließung der Straße von Tiran für israelische Schiffe und Schiffe mit „strategischer“ Ladung für Israel – ein Schritt, der einen Großteil israelischer Erdölimporte betraf und das Land vom Roten Meer abschnitt. Laut israelischer Regierung verstieß die Blockade gegen internationale Vereinbarungen zur Freiheit der Meere, während aus ägyptischer Sicht nur strategisch gegen israelische Angriffe gegen den Verbündeten Syrien vorgegangen wurde. Ein Vermittlungsversuch Großbritanniens blieb in den Ansätzen stecken. Israel hatte eine Schließung der Straße von Tiran wiederholt als casus belli bezeichnet, denn die Blockade zwang laut israelischem Außenminister Abba Eban Israel, „mit nur einem Lungenflügel zu atmen“. Laut UN-Sekretariat waren jedoch in den zweieinhalb Jahren zuvor keine unter israelischer Flagge fahrenden Schiffe im Hafen Navai anwesend gewesen und sonst seien nur fünf Prozent des Handels über diesen Hafen abgewickelt worden.
Am 25. Mai wurden Syrien, Jordanien, der Irak und Saudi-Arabien von Ägypten aufgefordert und ermutigt, ihre Truppen an Israels Grenzen zu stationieren. Der ägyptische Staatspräsident Nasser erklärte am 27. Mai 1967 die Zerstörung Israels zum Ziel.
Nach dem Vorbild des im November 1966 zwischen Ägypten und Syrien geschlossenen „Verteidigungspakts“ unterzeichnete Ägypten am 30. Mai und am 4. Juni weitere Verteidigungspakte mit Jordanien und dem Irak und vollendete damit die Einkreisung Israels bis auf Libanon im Norden. Ungefähr 250.000 Soldaten, 2000 Panzer und 700 Kampfflugzeuge wurden von den arabischen Staaten aufgeboten, die damit bei der Mannschaftsstärke etwa Parität, bei der materiellen Ausstattung ein zahlenmäßiges Übergewicht gegenüber den israelischen Streitkräften erreichten.
Trotzdem sah keine der drei Großmächte USA, Frankreich und Großbritannien Israel ernsthaft in Gefahr. Die militärischen Analytiker der drei Nationen waren sich nur darin uneinig, ob Israel eine oder zwei Wochen brauchen würde, die arabischen Armeen zu besiegen. Gründe für diese Einschätzung waren die hohe Professionalität der israelischen Streitkräfte, ihre Ausrüstung mit moderneren Waffen und ihre höhere Kampferfahrung. Eine bedeutende Kehrtwendung war jedoch in der französischen Politik zu verzeichnen. Nachdem Frankreich in den 1950er- und 1960er-Jahren der bedeutendste Waffenlieferant der israelischen Armee gewesen war und die israelischen Luftstreitkräfte mit Kampfflugzeugen der Typen Mirage III und Fouga Magister sowie SO-4050 Vautour beliefert hatte, die noch im Sechstagekrieg verwendet wurden, verhängte Charles de Gaulle am 2. Juni 1967 ein Waffenembargo gegen Israel.

## Kriegsverlauf

### 5. Juni

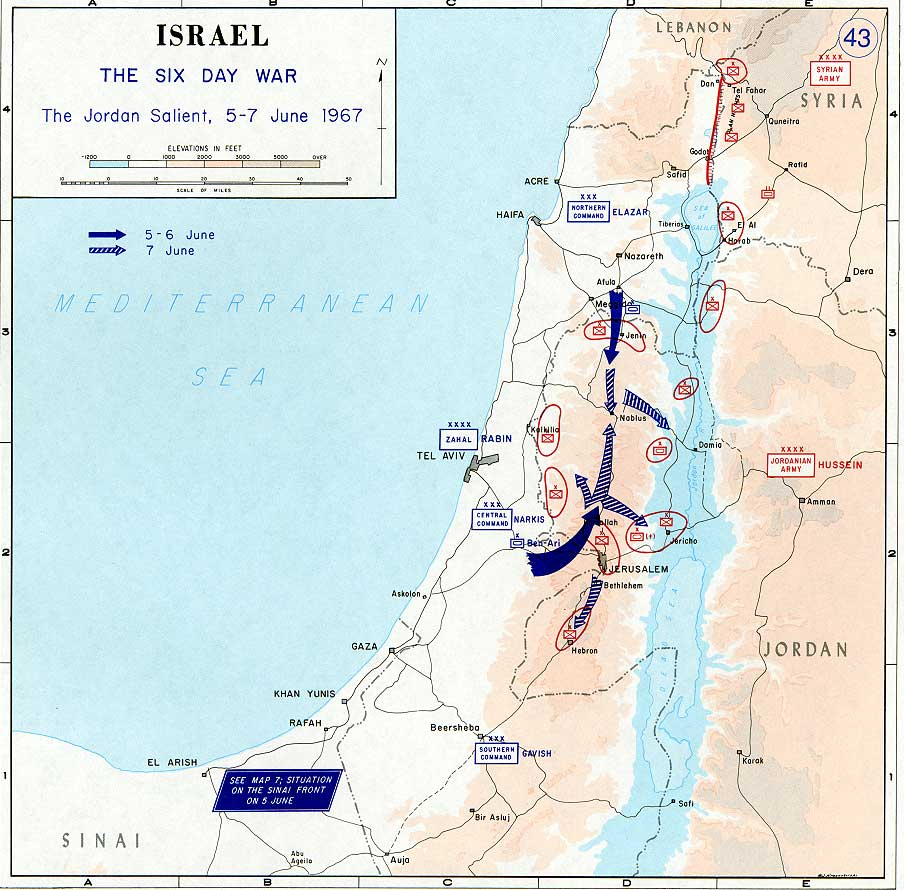
Der israelische Angriff auf die Westbank

Die Kampfhandlungen begannen am 5. Juni mit einem gut geplanten und sehr erfolgreichen Überraschungsangriff der israelischen Luftwaffe auf alle ägyptischen Flugplätze. Der Angriff erfolgte ohne formelle Kriegserklärung. Die israelischen Piloten flogen unterhalb der ägyptischen Radarerfassung und erreichten daher die Flugplätze ohne Vorwarnung. Die meisten der 385 modernen Flugzeuge sowjetischer Bauart wurden am Boden vernichtet und die Pisten der Flugplätze schwer beschädigt. Etwa 100 ägyptische Piloten wurden getötet. Die ägyptischen Truppen im Sinai hatten keine Luftunterstützung mehr und standen dadurch am Rande einer Niederlage. Vor allem die 30 mittleren Bomber des Typs Tupolew Tu-16 waren zuvor eine beträchtliche Gefahr für die Israelis gewesen. Auch die modernen, aber weniger starken syrischen und jordanischen Luftstreitkräfte wurden in ähnlichem Umfang dezimiert. Dadurch erreichte Israel für den Rest des Krieges die vollständige Luftüberlegenheit.
Nach dem Luftangriff rückten Bodenstreitkräfte der israelischen Armee gegen die ägyptischen Stellungen vor. Die nördlichste israelische Division, bestehend aus drei Brigaden unter Israel Tal, dem Entwickler der israelischen Panzerkriegsdoktrin, rückte durch den Gaza-Streifen vor. Im Zentrum stieß die Division von General Avraham Yoffe, im Süden die von Ariel Sharon vor. Die ägyptischen Truppen hatten gegen sie mangels Luftunterstützung keine Chance.
Israel gab in den ersten Stunden fast keine Informationen über den Kriegsverlauf heraus. Die ägyptische Propaganda behauptete, es gebe Siege der arabischen Truppen. So entstand in der übrigen Welt der falsche Eindruck, nicht Israel, sondern Ägypten habe den Krieg begonnen. Am ersten Tag der Kämpfe glaubten viele Araber an einen baldigen großen Sieg.
Israel forderte König Hussein von Jordanien auf, nicht in den Krieg einzutreten. Hussein, der ein enger Verbündeter Nassers war und seine Truppen sogar ägyptischem Kommando unterstellt hatte, lehnte ab und ließ Westjerusalem, Ramat Rachel, das Gebiet um Tel Aviv und andere Orte entlang der Grünen Linie mit Artillerie beschießen. Israel antwortete mit Gegenangriffen. Israels Verteidigungsminister Mosche Dajan befahl, Jerusalem wenn notwendig einzukesseln, es aber nicht zu stürmen.
Gleichzeitig beschoss die syrische Artillerie israelisches Gebiet in der Chulaebene und in Galiläa, darunter Rosch Pina.

### 6. bis 8. Juni – Sinai, Westjordanland, Jerusalem

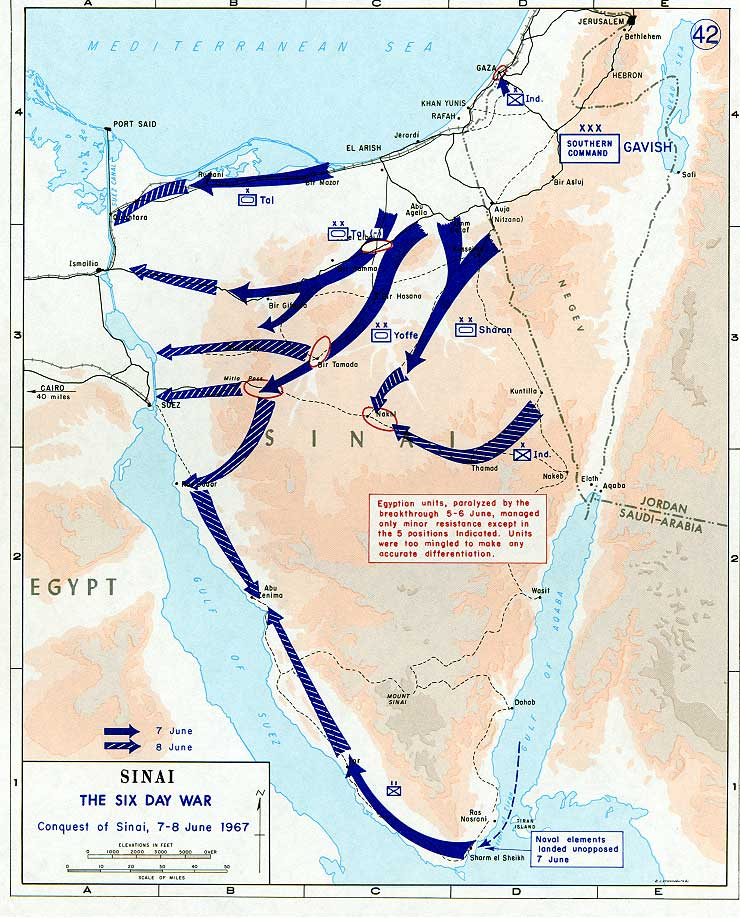
Eroberung der Sinai-Halbinsel

Am 6. und 7. Juni rückten die israelischen Truppen durch den Sinai auf die strategisch wichtigen Pässe Mitla und Gidi vor. Durch kombinierten Einsatz von Fallschirmjägern, Luftangriffen, Artillerie und Panzern konnten sie den zahlenmäßig überlegenen feindlichen Truppen eine vernichtende Niederlage bereiten – auch weil der ägyptische Verteidigungsminister Abdel Hakim Amer nach ersten Berichten von Niederlagen in Panik geriet und den Rückzug hinter den Sueskanal befahl. Dajan wollte ursprünglich einen Vormarsch bis zum Sueskanal unter allen Umständen verhindern, da er befürchtete, dass die Ägypter unter diesen Umständen nicht bereit seien, die Kämpfe zu beenden. Außerdem befürchtete er für diesen Fall einen größeren internationalen Druck auf Israel. Am 7. Juni wurde deshalb sogar einigen Truppen von Generalmajor Tal der Rückzug befohlen, doch der Vorwärtsdrang der israelischen Armee war nicht mehr zu stoppen.
Gleichzeitig rückten die Israelis in Ostjerusalem ein (Einnahme des Tempelbergs am 7. Juni) und auf das von Jordanien besetzte Westjordanland (Judäa und Samaria) vor. Auch die jordanischen Truppen konnten keinen entscheidenden Widerstand leisten. Der Angriff auf Jerusalem wurde schließlich vor allem auf Druck Menachem Begins und Jigal Allons gegen den Willen Dajans und orthodoxer Kabinettsmitglieder ausgeführt. Die Minister, die eine sofortige Besetzung Jerusalems verlangten, fürchteten, dass der UN-Sicherheitsrat einen Waffenstillstand verhängen würde, bevor das Gebiet um die Klagemauer erobert wäre.
Am 8. Juni erreichten israelische Panzer den Sueskanal.

### 9. und 10. Juni – Die Golanhöhen

Die Schlacht um den Golan

Eine kleine syrische Truppe hatte zu Kriegsbeginn versucht, die Quellen des Dans, eines Quellflusses des Jordans, bei Tel Dan zu erobern, die schon zwei Jahre zuvor der Grund einer Eskalation zwischen den beiden Staaten gewesen waren. Es wurde berichtet, dass mehrere syrische Panzer im Jordan untergegangen seien. Die syrische Armee brach den Vormarschversuch ab und verlegte sich darauf, von den Golanhöhen israelische Siedlungen in der Chulaebene am Fuß der Golanhöhen mit Granaten zu beschießen. 205 Häuser sowie Obstgärten wurden zerstört. Umgekehrt wurden die syrischen Stellungen durch Israels Artillerie sowie Luftstreitkräfte beschossen. Letztere hatten schon am 5. Juni zwei Drittel der syrischen Luftstreitmacht zerstört, die übrig gebliebenen syrischen Flugzeuge wurden in entlegene Stützpunkte gezwungen und spielten im Krieg keine Rolle mehr.
Nach der Eroberung des Sinai und des Westjordanlandes konnte Israel sich auf die syrische Front konzentrieren. Im Kabinett gab es eine heftige Debatte darüber, ob der Golan eingenommen werden solle. Das war riskant, denn die Westflanke der Golanhöhen bildet eine mehr als 500 Meter hohe Steilstufe. Die syrischen Truppen waren oben postiert und damit strategisch begünstigt; zudem hatten sie sich gut verschanzt. Die israelische Armeeführung rechnete damit, dass es viele Opfer fordern würde, sich die Golanhöhen emporzukämpfen. Mosche Dajan meinte, dass dies bis zu 30.000 Soldaten das Leben kosten könne, und war ihr entschiedener Gegner. Demgegenüber war Levi Eschkol zusammen mit dem Chef des Nördlichen Kommandos, David Elazar, zu einem Angriff auf die Golanhöhen bereit. Elazar dürfte mit seinem mitreißenden Enthusiasmus und seiner Zuversicht auf ein Gelingen einen Meinungsumschwung bei Dajan erreicht haben. Als sich der Sieg an den südlichen und mittleren Fronten abzeichnete, änderte Dajan seine Meinung und stimmte der Operation zu.
Am 9. Juni begann der israelische Angriff auf die syrischen Stellungen auf den Golanhöhen. Der Mossad-Agent Eli Cohen hatte detaillierte Angaben über Positionierung und Bewaffnung der syrischen Bunkeranlagen geliefert und diese außerdem dadurch markiert, dass er dem syrischen Staat mehrere tausend Eukalyptusbäume schenkte, um den Bunkern Schatten zu bieten. Die israelische Luftwaffe und Artillerie verfügte damit über nützliche Positionsmarkierungen für viele syrische Anlagen.
Die meisten syrischen Truppen flohen, so dass die Berge schon am 10. Juni völlig in israelische Hand gerieten.
Nach nur sechs Tagen hatten die Israelis die feindlichen Linien durchbrochen und waren kurz davor, in Kairo, Amman und Damaskus einzumarschieren.

## Kriegsfolgen und Nachwirkungen

Von Israel im Sechstagekrieg eroberte Gebiete

Israel konnte große Gebiete unter seine Kontrolle bringen: Die Sinai-Halbinsel, den Gazastreifen und das Westjordanland mit der historischen Altstadt von Jerusalem sowie die Golanhöhen. Strategisch waren vor allem die Golanhöhen interessant, da das übersichtliche Gelände gut zu verteidigen ist. Während und nach der Eroberung der Golanhöhen wurden nahezu alle arabischen Bewohner (etwa 120.000) aus dem Gebiet vertrieben, während man die Drusen größtenteils weiter dort wohnen ließ. Ein Grund dafür war, dass seit den Zeiten des britischen Mandats relativ gute und friedliche Beziehungen zwischen den Drusen und der jüdischen Bevölkerung und Führung bestanden. 1979 bot Israel den Drusen auf dem Golan an, israelische Staatsbürger zu werden, was aber nur von wenigen Drusen angenommen wurde. In den Jahren 1981/1982 kam es zu massiven Protesten der Drusen gegen Israel. Es wurde unter anderem auch die Rückkehr des Gebiets zu Syrien gefordert. Die Sinai-Halbinsel wurde 1982, nach dem Friedensvertrag von Camp David, an Ägypten zurückgegeben; Verhandlungen mit Syrien scheiterten dagegen mehrmals. Die von Israel besetzten Gebiete Gazastreifen, Westjordanland und Ost-Jerusalem bleiben bis heute ständige Unruheherde. Die israelische Armee zog sich 2005 nach 38 Jahren Besetzung aus dem Gaza-Streifen zurück.
Bereits am 11. Juni 1967 wurde der letzte Waffenstillstand unterzeichnet. Daraufhin fand im August 1967 in der sudanesischen Hauptstadt Khartum eine Gipfelkonferenz aller arabischen Staaten statt, die mit der Khartum-Resolution ihre weitere Politik auf drei klare „Nein“ festlegten:
„Kein Frieden mit Israel, keine Verhandlungen mit Israel, keine Anerkennung Israels.“
Die israelische Wirtschaft, die vor dem Krieg in einer Krise gesteckt hatte, florierte dank des Tourismus, Spenden aus dem Ausland und der Ölquellen auf dem Sinai. Generalstabschef Jitzchak Rabin durfte dem Krieg einen Namen geben – aus israelischer Sicht eine Ehre. Aus einer Reihe mehrerer Möglichkeiten (beispielsweise Erlösungskrieg) wählte er den am wenigsten großsprecherischen: „Sechstagekrieg“. Auf arabischer Seite bezeichnete man ihn als den „Rückschlag“, das „Desaster“ oder „Juni-Krieg“, Nasser bezeichnete ihn nach dem UN-Diplomaten Ralph Bunche als den „Bunche-Krieg“.
Am 22. November 1967 erließ die UNO in New York City die Resolution 242, in der das Recht jedes Staates der Region betont wird, „innerhalb sicherer und anerkannter Grenzen frei von Drohungen und Akten der Gewalt in Frieden zu leben“, und Israel zum Rückzug „aus Gebieten, die während des jüngsten Konflikts besetzt wurden“ aufgefordert wurde. Anders als nach dem Sinaifeldzug zog Israel sich nicht hinter die Waffenstillstandslinien von 1949 zurück, sondern begann (im Sinne des Allon-Plans) bald mit intensivem Bau von staatlich geförderten Wehrdörfern und Siedlungen. Obwohl nur Ostjerusalem offiziell und die Golanhöhen de facto annektiert wurden (der Golan steht, im Gegensatz zu Westjordanland und Gaza, unter israelischer Rechtsprechung), deutete dies auf den Willen hin, diese Gebiete langfristig zu kontrollieren bzw. zu behalten.
Die Waffenstillstandslinien von 1967 blieben bis 1973 die israelischen Grenzen. Die ägyptischen Terroranschläge hörten auf, die jordanischen und syrischen verringerten sich erheblich. Die israelischen Streitkräfte waren in der Lage, viele Terrorakte zu verhindern. Den Terroristen gelang es, Stützpunkte in Jordanien und Libanon zu halten; diese führten zu internen Konflikten in diesen beiden Ländern.
Hussein I. strebte 1972 eine Vereinigung Jordaniens mit den verlorenen Gebieten Westjordanland und Ostjerusalem als Vereinigtes Arabisches Königreich an, welches von der PLO und den meisten arabischen Staaten abgelehnt wurde. Im März 1972 befürwortete der stellvertretende israelische Außenminister Jigal Allon (1918–1980) den Vorschlag Jordaniens als Lösung des Nahostkonfliktes. Dieser Versuch scheiterte am Widerstand der Palästinenser und am Jom-Kippur-Krieg (6. bis 23. Oktober 1973).
Die PLO bekam reichlich Zulauf und verstärkte ihren militärischen Druck unter anderem auch in Form von Terroranschlägen gegen Zivilisten, was am 21. März 1968 zur Schlacht von Karame führte, die die Widersprüche zwischen PLO und König Hussein von Jordanien auf die Spitze trieb. Im Schwarzen September (September 1970 bis Juli 1971) vertrieben jordanische Truppen die PLO aus Jordanien.
Ab 1968 führte Ägypten mit sowjetischer Unterstützung während drei Jahren den sogenannten Abnutzungskrieg gegen Israel. Er wurde am 7. August 1970 durch eine dreimonatige Waffenruhe unterbrochen. Innerhalb Ägyptens führte die Niederlage im Krieg zu einem deutlichen Prestigeverlust des Präsidenten Gamal Abdel Nasser innerhalb der politischen Elite des Landes, auch wenn er bis zu seinem Tod 1970 an der Spitze des Staates stehen sollte. Sein Nachfolger Anwar Sadat richtete seine Politik gegenüber Israel an ägyptischen Interessen statt der panarabischen Ideologie aus.
Als direkte Folge des Sechstagekriegs blieb der Sueskanal über Jahre für die Schifffahrt geschlossen und stellte von da an die territoriale Grenze zwischen Ägypten und Israel dar. Die mit der Schließung verbundene Unterbrechung der wichtigen Seeverbindung zwischen dem Mittelmeer und dem Roten Meer führte zu bedeutenden Einschränkungen im Seehandel. Der Konflikt hatte damit Konsequenzen weit über die Region hinaus. Zum Zeitpunkt der Sperrung des Kanals befanden sich noch 15 Schiffe – die Yellow Fleet – auf dem Seeweg, sie konnten über Jahre ihre Fahrt nicht weiterführen. Erst acht Jahre später, im Jahr 1975, war dies möglich.
Israel errichtete am Ostufer des Sueskanals eine Verteidigungslinie, die Bar-Lew-Linie.

### Opfer und Kriegsgefangene
Die Opferzahl bei den ägyptischen Streitkräften wird mit 10.000 bis 15.000 Soldaten und 1500 Offizieren sowie 100 Piloten angegeben, Tausende wurden verwundet und 5000 Soldaten werden vermisst. Auch etwa achtzig Prozent ihrer Ausrüstung wurde zerstört. 700 jordanische Soldaten starben und über 6000 wurden verwundet oder werden vermisst. Die syrischen Verluste betrugen 450 Tote und etwa dreimal so viele Verwundete. Acht indische Blauhelmsoldaten starben bei Beschuss durch die israelische Armee. Die Verluste auf israelischer Seite werden mit 777 Toten und 2586 Verwundeten angegeben. Davon fielen allein 115 Israelis bei der Eroberung der Golanhöhen. Die israelische Luftwaffe verlor etwa 20 Prozent ihrer 200 Piloten und Flugzeuge.
Nicht nur Angehörige der Streitkräfte der beteiligten Staaten, sondern auch ungezählte Zivilisten, meist Frauen und Kinder, gehörten zu den Opfern. Sie kamen zumeist nicht durch die Kampfhandlungen selbst, sondern auf der Flucht, aufgrund von Wassermangel oder totaler Erschöpfung, oder in den Flüchtlingslagern wegen der dort herrschenden katastrophalen Hygiene ums Leben. Juden in Ägypten, Jemen, Libanon, Tunesien und Marokko wurden gelyncht, verhaftet und ihre Synagogen angezündet. Nur die Staatschefs von Tunesien und Marokko verurteilten diese Handlungen. Aus den von Israel eroberten Gebieten, insbesondere aus dem Gaza-Streifen und dem Westjordanland, aber auch aus Ost-Jerusalem, flohen zwischen 175.000 (israelische Schätzung) und 250.000 (jordanische Schätzung) Palästinenser, teils aufgrund von Vertreibungen.
5000 ägyptische Soldaten (einschließlich 21 Generäle), 365 syrische Soldaten (darunter nur etwa 30 Offiziere) und 550 jordanische Soldaten sowie zwei sowjetische Militärberater gerieten in israelische Gefangenschaft. Auf der anderen Seite gerieten nur 15 Israelis in Kriegsgefangenschaft. Der Austausch der Kriegsgefangenen zog sich jedoch über Monate hin. Israel hoffte, auch ägyptische Juden, die seit 1954 wegen Spionage eingesperrt waren, sowie die Leichen exekutierter Agenten (unter anderen Eli Cohen) freizubekommen. Erschwert wurde der Austausch durch die Weigerung Syriens und Ägyptens, direkt mit Israel zu verhandeln.

### Kriegsverbrechen
In dem Dokumentarfilm Zensierte Stimmen (Censored Voices) (2015) von Mor Loushy werden mit Tonbandaufnahmen die Augenzeugenberichte über willkürliche Erschießungen von Unbewaffneten und Zivilisten durch israelische Soldaten belegt. Amos Oz – damals ein einfacher Soldat – begab sich mit Abraham Shapira in Kibbuzim des Landes und befragte die Männer nach ihren Kriegserlebnissen. Die Aufnahmen unterlagen fast 50 Jahre der Zensur durch die israelische Armee.

### Der Angriff auf dieLiberty

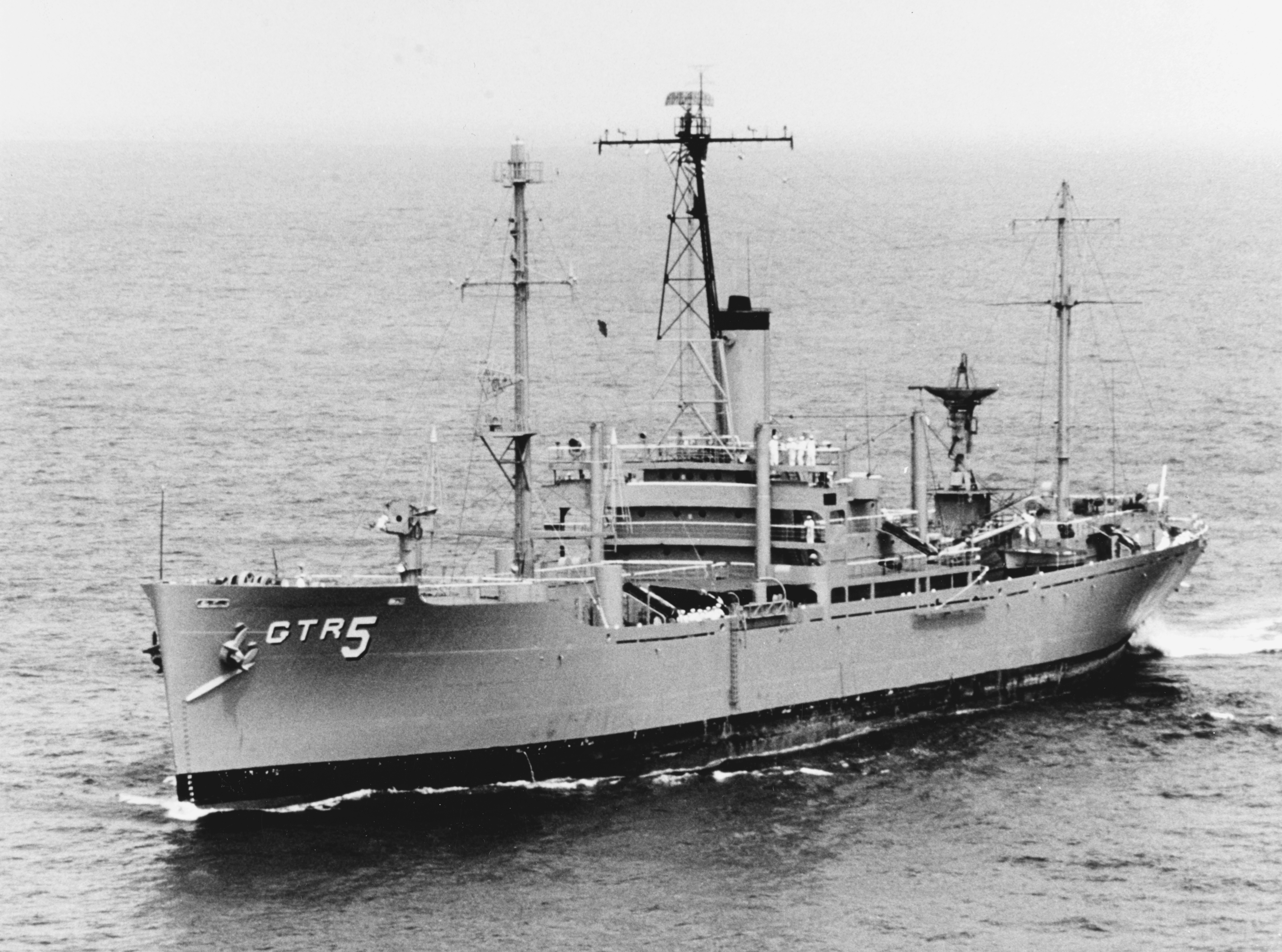
Die Liberty (GTR-5) nach der Reparatur

Das mit vier MGs nur leicht bewaffnete US-amerikanische Aufklärungsschiff Liberty wurde am 8. Juni 1967 in internationalen Gewässern von der israelischen Luftwaffe und Marine angegriffen, obwohl es zuvor bereits einmal identifiziert worden war und unter US-amerikanischer Flagge fuhr. Die USA hatten wenige Tage vor dem Zwischenfall mitgeteilt, dass sie innerhalb einer 100-Meilen-Zone um die Kampfhandlungen keine Seestreitkräfte stationiert hätten. Dennoch kreuzte die Liberty, angeblich „aufgrund eines Fehlers in der Befehlskette“, nur 14 Meilen vor der Sinaiküste. Israels Streitkräfteführung hatte befohlen, jedes unidentifizierte Schiff in Küstennähe anzugreifen. Bei dem Angriff von Luftwaffe und Marine auf diesen Aufklärer wurden 34 US-Soldaten getötet und 172 teils schwer verletzt. Selbst die Rettungsflöße wurden gezielt beschossen.
Über die Gründe dieses Angriffs gibt es bis heute, trotz vielfacher offizieller Untersuchungen des Vorfalls durch die amerikanische Seite und dreimaliger Prüfung durch Israel, keine absolute Sicherheit. Eine Meinung zielt auf die relative Unerfahrenheit der nach dem Bombenangriff der israelischen Luftstreitkräfte hinzugekommenen Besatzungen der Torpedoboote ab. Die andere Position spricht von einem gezielten Angriff auf das Schiff. Über die damit verbundenen Ziele gibt es nur Spekulationen.
Der damalige Assistant Secretary of Defense for Command, Control, Communications, and Intelligence John Stenbit nannte den Vorfall 2003 mehrfach bei Erläuterungen von Strukturveränderungen in seinem Bereich als Beispiel für ein Versagen in der Kommunikation innerhalb des Ministeriums. Die Israelis hätten ein 24-Stunden-Ultimatum zum Abzug der Liberty unter Androhung der Versenkung gestellt. Diese Information habe die zuständige Stelle erst nach Ablauf der Frist erreicht, als das Schiff bereits angegriffen wurde. Das Motiv für das Ultimatum und seine rigorose Umsetzung bleibt unklar.

## Friedensdiplomatie nach dem Sechstagekrieg

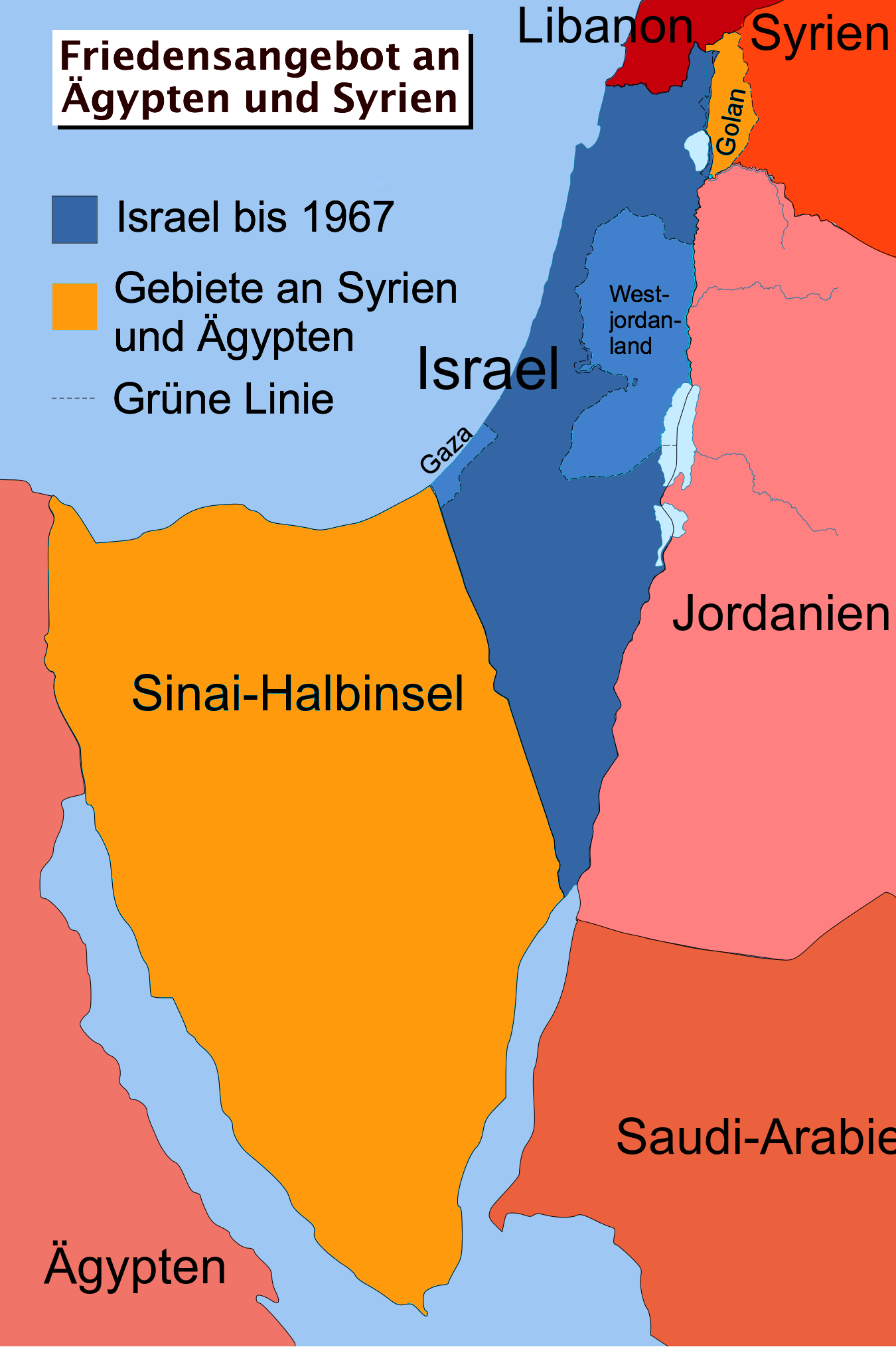
Die orangefarbenen Territorien wurden von Israel an Ägypten und Syrien im Gegenzug für einen Friedensvertrag angeboten, welchen die Arabische Liga ablehnte.

### Israels Friedensangebot an Ägypten und Syrien
Siehe auch: Israelische Friedensdiplomatie
Am 19. Juni 1967, neun Tage nach Israels Sieg im Sechstagekrieg, beschloss das israelische Kabinett, Syrien und Ägypten ein Friedensangebot zu unterbreiten. Über amerikanische diplomatische Kanäle bot Israel an, Syrien die Golanhöhen und Ägypten den Sinai zurückzugeben, unter der Bedingung, dass beide Länder Israels Existenzrecht anerkennen und weitere Angriffe unterlassen würden. Aus veröffentlichten Manuskripten der israelischen Regierung geht hervor, dass viele israelische Politiker einschließlich Menachem Begin damals bereit waren, die Gebiete selbst dann zurückzugeben, wenn Syrien und Ägypten einen Frieden mit Israel verweigern, aber dafür einer Entmilitarisierung zustimmen und die Rechte israelischer Schiffe in internationalen Gewässern anerkennen würden.

### Beschluss der Arabischen Liga gegen Frieden
Die Khartum-Resolution vom 1. September 1967 wurde kurz nach Israels Friedensangebot von der Arabischen Liga verabschiedet. Sie bestimmte die Basis der Außenpolitik dieser Staaten bis zum Jom-Kippur-Krieg im Jahre 1973. Die Resolution enthält in ihrem dritten Absatz Bestimmungen, die als die „drei Neins“ beziehungsweise die „Three No's“ bekannt wurden:
1. NO peace with Israel – Kein Frieden mit Israel
2. NO recognition of Israel – Keine Anerkennung Israels
3. NO negotiations with Israel – Keine Verhandlungen mit Israel

Nach der Zurückweisung des israelischen Friedensangebots und der kategorischen Ablehnung aller Gespräche und Friedensbemühungen durch die Arabische Liga zog die israelische Regierung das Friedensangebot im Oktober 1967 wieder zurück.
Über die Jahre änderten sich die Meinungen arabischer Regierungen in Bezug auf Frieden mit Israel teilweise. 1979 wurde die Sinai-Halbinsel, welche dreimal die Fläche Israels misst, im Prozess der israelisch-ägyptischen Friedensfindung an Ägypten zurückgegeben. Im Verlauf des Oslo-Friedensprozesses wurden 40 Prozent des Westjordanlandes mit über 90 Prozent der Bevölkerung der Palästinensischen Autonomie zur Selbstverwaltung überlassen und 2005 zog Israel mit dem einseitigen Abkoppelungsplan aus ganz Gaza ab.